# 沙卢-穆利讷
沙卢-穆利讷（法語：Chalou-Moulineux，法語發音：[ʃalu mulinø] ⓘ）是法国法蘭西島大區埃松省的一个市镇，属于埃唐普区。该市镇于1791年由教区沙卢拉雷讷（Chalou-la-Reine）和穆利讷（Moulineux）合并而成。

## 地理
沙卢-穆利讷（48°23'6"N, 2°1'19"E）面积10.47 平方千米，位于法国法蘭西島大區埃松省，该省份为法国北部内陆省份，北起上塞纳省和马恩河谷省，西接厄尔-卢瓦省和伊夫林省，南至卢瓦雷省，东临塞纳-马恩省。
与沙卢-穆利讷接壤的市镇（或旧市镇、城区）包括：沙洛圣马尔、莫内尔维尔、吉莱尔瓦勒、皮赛、孔热维尔-蒂永维尔。

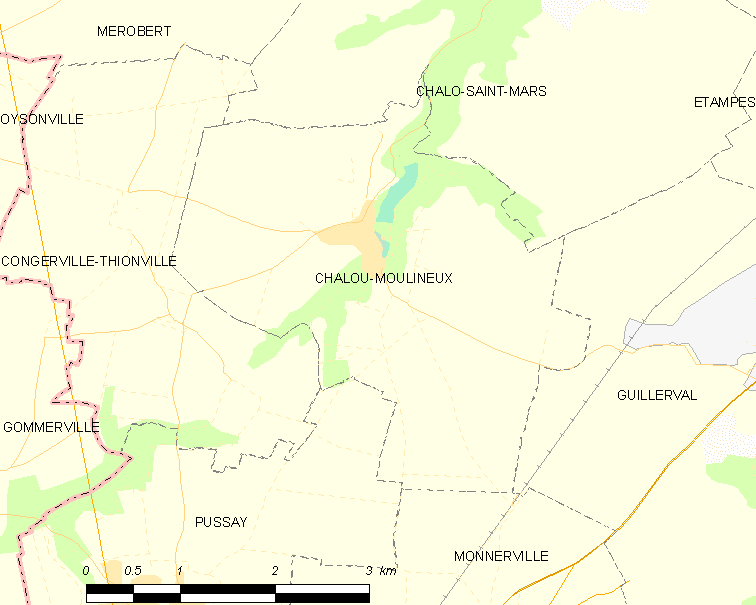
沙卢-穆利讷的OSM定位图

沙卢-穆利讷的时区为UTC+01:00、UTC+02:00（夏令时）。

## 行政
沙卢-穆利讷的邮政编码为91740，INSEE市镇编码为91131。

## 政治
沙卢-穆利讷所属的省级选区为埃唐普县。

## 人口

1962-2008年间沙卢-穆利讷人口变化图示

沙卢-穆利讷于2022年1月1日时的人口数量为380人。